# Pyrosoma spinosum
Pyrosoma spinosum är en ryggsträngsdjursart som beskrevs av William Abbott Herdman 1888. Pyrosoma spinosum ingår i släktet Pyrosoma och familjen Pyrosomatidae. Inga underarter finns listade i Catalogue of Life.